# Guido Venturoni
Guido Venturoni (Teramo, 10 aprile 1934) è un ammiraglio italiano che ha ricoperto le cariche di capo di stato maggiore della Marina Militare e di capo di stato maggiore della Difesa. Nel 2013 è presidente ad interim di Finmeccanica.

## Biografia

### Attività militare
Nato a Teramo il 10 aprile 1934, Guido Venturoni entrò all'Accademia Navale a 18 anni nel 1952, dove il 1º luglio 1956 venne nominato guardiamarina. Durante questi anni venne impiegato come ufficiale di rotta su diverse imbarcazioni frequentando nel contempo (1958-1959) dei corsi negli Stati Uniti d'America per il conseguimento del brevetto di pilota per operare su portaerei ed ottenne il brevetto di pilota di elicottero nel 1966, divenendo comandante del 2º Gruppo elicotteri di Catania dell'Aviazione Navale, divenendo poi capo servizio della locale squadra navale. Promosso Capitano di corvetta dal 1º luglio 1967, divenne aiutante di bandiera dell'ammiraglio Birindelli, Comandante in capo della squadra navale seguendolo poi a Malta sede del comando navale del Sud Europa quando Birindelli venne nominato comandante del comando navale alleato del Sud Europa.
Nell'arco della sua carriera è stato comandante delle corvette Danaide, Urania e Albatros, della fregata Virginio Fasan e dell'incrociatore lanciamissili Caio Duilio.
Elevato al grado di contrammiraglio il 31 dicembre 1982 ed infine divenne ammiraglio di squadra l'11 gennaio 1990, è Sottocapo di Stato Maggiore della Marina dal 28 dicembre 1989 al 14 gennaio 1991 e da quella data Comandante in capo della squadra navale.
Dal febbraio 1992 al dicembre 1993 ha ricoperto la carica di capo di stato maggiore della Marina Militare.
Il consiglio dei ministri lo nomina capo di Stato Maggiore della Difesa l 1º gennaio 1994 e lo resta fino al 14 febbraio 1999.  Il 6 maggio di quell'anno ha iniziato a ricoprire la carica di Presidente del comitato militare NATO (Chairman NATO Military Committee) fino al 2002.

### Attività d'impresa
È nominato consigliere di amministrazione di Finmeccanica il 12 luglio 2005.
Dal 13 febbraio 2013, dopo l'arresto del presidente e amministratore delegato Giuseppe Orsi, è nominato vicepresidente di Finmeccanica dal consiglio di amministrazione e, dal 16 febbraio ha ricoperto ad interim l'incarico di presidente della medesima, fino alla nomina di Gianni De Gennaro avvenuta il 4 luglio 2013. Lascia il CdA di Finmeccanica il 15 maggio 2014.